# Championnat du Brésil de football de deuxième division 1982
Navigation
Serie B 1981 Serie B 1983
La saison 1982 de Série B (nom officiel en portugais Taça de Prata 1982) est la cinquième édition du championnat du Brésil de football de deuxième division, qui constitue le deuxième échelon national du football brésilien. 

## Compétition
Lors de la première phase, 36 équipes sont divisées en 6 groupes de 6 équipes, les équipes se rencontrent une seule fois. Les deux premiers de chaque groupe sont qualifiés pour le tour suivant.
Les douze clubs restants sont divisés en 4 groupes de trois équipes, les équipes se rencontrent deux fois, les vainqueurs de chaque groupe se qualifient pour la deuxième phase de Série A 1982. Les deuxièmes sont qualifiés pour les huitièmes de finale où ils sont rejoints par les douze équipes directement qualifiées.
Des huitièmes à la finale, les matchs se disputent en aller-retour.
Le vainqueur est proclamé Champion du Championnat Brésilien de Football Série B 1982, les deux finalistes sont promus en Serie A 1983

### Phase finale
|  | Demi-finales | Demi-finales | Demi-finales | Demi-finales |              |              | Finale | Finale | Finale | Finale |
|  |              |              |              |              |              |              |        |        |        |        |
|  |              |              |              |              |              |              |        |        |        |        |
|  | Campo Grande | Campo Grande | 4            | 2            |              |              |        |        |        |        |
|  | Campo Grande | Campo Grande | 4            | 2            |              |              |        |        |        |        |
|  | Uberaba      | Uberaba      | 0            | 0            |              |              |        |        |        |        |
|  | Uberaba      | Uberaba      | 0            | 0            | Campo Grande | Campo Grande | 4      | 1 \| 3 |        |        |
|  |              |              |              |              | Campo Grande | Campo Grande | 4      | 1 \| 3 |        |        |
|  |              |              | CS Alagoano  | CS Alagoano  | 3            | 2 \| 0       |        |        |        |        |
|  | Joinville    | Joinville    | CS Alagoano  | CS Alagoano  | 3            | 2 \| 0       | 2      | 1      |        |        |
|  | Joinville    | Joinville    |              |              |              |              |        | 1      |        |        |
|  | CS Alagoano  | CS Alagoano  | 1            | 2            |              |              |        |        |        |        |
|  | CS Alagoano  | CS Alagoano  | 1            | 2            |              |              |        |        |        |        |

Légende des couleurs
- Qualification pour la finale
- Champion de Serie B.

Les deux finalistes ayant gagné chacun un match une troisième rencontre est nécessaire pour les départager, Campo Grande remporte son premier titre de champion de deuxième division brésilienne en gagnant 3 à 0 lors du match d'appui, le club est promu en première division en compagnie du finaliste, CS Alagoano.